# Pseudopolydesmus paludicolus
Pseudopolydesmus paludicolus är en mångfotingart som beskrevs av Hoffman 1950. Pseudopolydesmus paludicolus ingår i släktet Pseudopolydesmus och familjen plattdubbelfotingar. Inga underarter finns listade i Catalogue of Life.